# 델라웨어 대학교
델라웨어 대학교(The University of Delaware)는 미국 델라웨어주 뉴어크에 소재한 명문 공립대학교이다. Howard and Matthew Green이 분류한 퍼블릭아이비(New Public Ivy) 31개 중 하나로 소속되어있다.

## 학교소개
델라웨어 주에서는 사실상 유일하게 종합대학다운 대학이라 할 수 있는 델라웨어 대는 1743년에 설립돼 오랜 전통을 자랑하고 있다. 미합중국 제46대 대통령이자 제47대 부통령인 조 바이든과 그 영부인 질 바이든의 모교로 유명하다. 최초에는 사립이었으나 중간에 주정부의 대폭 지원(Land Grant)을 받기 시작해 현재는 플래그쉽 주립대학교로 분류된다. 

## 특징
델라웨어 대학은 가장 오래된 학교 중 하나로 다양한 교육적 자료들을 보유하고 있다. 또, 대학의 교수진은 세계적으로 알려진 과학자와 저자 및 교수로 구성되어 있으며 이들은 학부 및 대학원 교육에 있어서 최고의 교육을 제공하고 있다. 연구중심대학 R1으로 분류되어있으며, 북미에서 Art conservation 전공을 갖고 있는 4개의 대학 중 하나이기도 하다. 미국 내 탑티어 수준인 Chemical Engineering을 선두로, Computer Science와 Cybersecurity 등 공대가 강세이며, 경영학 및 행정학도 우수하다.

## 학과소개
UD는 학부와 대학원이 130여 개의 전공을 제공하고 있으며 이중에는 인문, 사회계, 공학 외에 패션,호텔관광학 등 특이한 분야도 섞여 있다. 가장 학생들이 많이 선택하는 것은 경영학이며 공학과 사회학 계열에서는 심리학이 다음 순서를 차지하고 있다.
이 밖에도 체육, 보건학, 의학, 역사, 농경제학 등이 수준급으로 평가되고 있으며 예능계 중 음대는 최근 유명교수를 대폭 보강해 명성을 높이려 애쓰고 있는 중이다. UD는 미국대학중에서는 특이하게 학부과정에서도 연구활동(Research)을 중시하는 경향이 있으며 미국에서는 가장 많은 실습 프로그램을 지니고 있는 학교로 알려져 있다.
- College of Agriculture and Natural Resources
- College of Arts and Sciences
- Alfred Lerner College of Business and Economics
- College of Engineering
- College of Health Sciences
- College of Human Services
- Education and Public Policy
- College of Marine and Earth Studies